# Wakinosaurus
Wakinosaurus là một chi khủng long, được Okazaki mô tả khoa học năm 1992.